# Metal Gear Solid 3: Snake Eater
Metal Gear Solid 3: Snake Eater (メタルギアソリッド3 スネークイーター Metaru Gia Soriddo Surī Sunēku Ītā?, comúnmente abreviado como MGS3) es un videojuego de acción, aventura e infiltración dirigido por Hideo Kojima y producido por la subsidiaria Konami Computer Entertainment Japan para la consola PlayStation 2. El juego salió al mercado el 17 de noviembre de 2004 en Norteamérica, el 16 de diciembre de 2004 in Japón; el 4 de marzo de 2005 en Europa y el 17 de marzo de 2005 en Australia. El juego funge como una precuela para toda la serie de Metal Gear, y fue seguido de cuatro secuelas directas: Metal Gear Solid: Portable Ops, Metal Gear Solid: Peace Walker, Metal Gear Solid V: Ground Zeroes, y Metal Gear Solid V: The Phantom Pain. Para agosto del 2005 se registró que Metal Gear Solid 3:Snake Eater, se habría convertido en un éxito en ventas con un total de 3.6 millones de copias vendidas en ese momento. Mientras que para 2014 las ventas totales del juego habrían superado los 6 millones de unidades.
El juego se desarrolla en la Unión Soviética durante la Guerra Fría. La historia de Snake Eater tiene por protagonista a un espía estadounidense codificado como Naked Snake, cuya misión es rescatar a un científico desertor soviético, destruir un arma militar experimental y asesinar a su antigua mentora. A diferencia de sus precuelas, ambientadas en ambientes urbanos, Snake Eater se desarrolla en un entorno selvático en las junglas de la Unión Soviética. Los elementos tecnológicos y futuristas de entregas anteriores fueron sustituidos por la naturaleza y la intemperie. Aunque el entorno del juego cambio, su premisa principal basada en el espionaje y la infiltración, reteniendo su autoreferencial sentido del humor. La historia de Snake Eater es narrada a través de numerosas cinemáticas y conversaciones vía radio.

## Mecánica de Juego
La mecánica de juego de Snake Eater es similar a la de juegos anteriores de la serie de Metal Gear Solid. Snake, controlado por el jugador, debe atravesar espacios y lugares plagados de enemigos sin ser detectado. Aunque Snake puede encontrar armas de diverso calibre, la premisa principal del juego es actuar con sigilo y evitar las confrontaciones. A medida que el juego avanza, en el camino Snake puede encontrar objetos y dispositivos que pueden ayudarlo a mantenerse desapercibido, como detectores de movimiento para rastrear soldados enemigos y la tradicional caja de cartón de la serie Metal Gear utilizada para evitar el contacto visual.
A pesar de la similitudes mencionadas anteriormente, Snake Eater introduce nuevos aspectos de juego nunca antes vistos en títulos anteriores de Metal Gear, tales como el uso de diversos uniformes con patrones de camuflaje militar, Sistema de Combate Cuerpo a cuerpo (CQC), un indicador de resistencia (o stamina) y un sistema de botiquín para la automedicación y tratamiento de heridas.
Aproximadamente dos tercios del juego están ambientados a la intemperie, en la selvas de la Unión Soviética, por ende, el jugador deberá aprender a mimetizarse con el ambiente que lo rodea para salir airoso. En estos tipos de entorno, se hace mucho énfasis en el uso de camuflaje y del ambiente circundante  (por ejemplo, escalar árboles y esconderse en la grama alta) para evitar ser visto por el enemigo. El Radar Avanzado visto en juegos anteriores fue sustituido por un sencillo detector de movimiento y un sistema de sonar, ambos ajustados al periodo de tiempo en que el juego acontece.
La efectividad del camuflaje utilizado puede verse a través de un indicador llamado "Índice de Camuflaje", capaz de medir que tanto se encuentra expuesto Snake en una escala que va de un 0% a un 100%. Por ejemplo, si el jugador utiliza un patrón de camuflaje para nieve en un ambiente desértico, el nivel de evasión será de un 0%. Ahora bien, si el jugador utiliza un camuflaje Woodland o verde olivo en un ambiente selvático, la evasión aumentara a un 90% o más. El jugador puede complementar el uso de los uniformes camuflados con pintura facial para aumentar la evasión. También se puede conseguir una cabeza falsa de gavial para disminuir las posibilidades de ser detectado estando en el agua.
El sistema de Combate Básico de juegos anteriores fue rediseñado convirtiéndolo en el Sistema CQC de combate cuerpo a cuerpo. Estando desarmado o sosteniendo un arma simple, Snake puede agarrar oponentes y aplicarles una llave al cuello. una vez hecho esto, el jugador puede ejecutar varias acciones, como dejar al enemigo inconsciente, usarlo como escudo humano, cortarle la garganta, o interrogarlo a punta de cuchillo para obtener información. la situación, la presión aplicada al botón y el movimiento realizado por el jugador determinaran la acción a ejecutarse.
Juegos anteriores de la serie Metal Gear se limitaban a utilizar una simple Barra de Salud. en Snake Eater la Barra de Salud tiene adyacente a ella una Barra de Resistencia que le permite al jugador rastrear cualquier lesión que Snake pueda tener en su cuerpo. Por ejemplo, una gran caída puede fracturar la pierna de Snake, disminuyendo su capacidad para caminar hasta que esta sea tratada con una férula y vendajes. Si estas lesiones no son tratadas, Snake no podrá recuperar su salud por algún tiempo.
En ocasiones, Snake dependerá de la flora y fauna local para poder sobrevivir. Acciones como correr, agacharse o escalar, reducirán la Barra de Resistencia, disminuyendo su capacidad de respuesta para algunas acciones, como apuntar de forma certera, o correr. Para restaurar la energía perdida, Snake puede comer animales y frutas, los cuales, pueden guardarse para ser ingeridos más tarde. Sin embargo, estos alimentos al ser guardados pueden pudrirse, y consumirlos dañados puede afectar la salud de Snake, disminuyendo la Barra de resistencia.
Las versiones  de Snake Eater para PlayStation 2 incluyen un minijuego llamado Snake vs. Monkey, donde Snake debe atrapar monos parecidos a los del juego Ape Escape. En adición, artículos utilizados en el juego principal pueden ser desbloqueados mientras se avanza en el minijuego.  De forma similar, Ape Escape 3  incluye un modo de juego llamado Mesal Gear Solid: Snake Escape en el cual el jugador controla a un mono llamado Snake.

### Armas y equipamiento

#### Armamento
- Cuchillo: Para el combate cuerpo a cuerpo
- Mk22: Una pistola de dardos sedantes utilizada por Snake en la Misión Virtuosa
- M1911: Una pistola semiautomática utilizada en diversas guerras desde el comienzo del siglo XX
- Colt Single Action Army: Revólver el cual utiliza Ocelot, además del jugador. Famoso por ser utilizado en el Salvaje Oeste
- Skorpion vz. 61: Un subfusil checo bastante útil
- AK-47: Famoso fusil de asalto soviético. utilizado por la mayoría de los enemigos.
- XM16E1: Prototipo estadounidense del que en un futuro sería el Fusil M16.
- SVD: Rifle de francotirador soviético muy preciso. Se utiliza contra The End.
- Mosin-Nagant: Rifle de francotirador de The End el cual conseguimos tras derrotarle.
- M63: Ametralladora ligera la cual se utiliza en la persecución final del juego.
- RPG-7: Un lanzacohetes ruso el cual se utiliza contra el Shagohod.
- Ithaca 37: Una escopeta recortada muy potente pero bastante ruidosa.
- Patriot: Un arma diseñada sobre la base de un fusil M16, usada por The Boss en su combate contra Snake. su cargador tiene el símbolo de infinito.

#### Equipo
- Caja:Sirve para esconderse, sorprender a los enemigos o, dependiendo del tipo, montar en camiones y viajar por la base.
- Ración: Es básicamente una ración de comida que regenera la vida (LIFE).
- Píldora de la falsa muerte: Es un medicamento el cual se ingiere para fingir la muerte de Snake. Así los enemigos se acercan y podemos sorprenderles una vez que tomemos el antídoto.
- Detector de minas: Encuentra las minas
- Gafas de visión nocturna: Para ver en la oscuridad
- Gafas térmicas: Para encontrar minas, infrarrojos, enemigos ocultos tras muros o enemigos con el camuflaje óptico.

## Argumento

### Personajes
El protagonista de  Snake Eater es  Naked Snake, (conocido como Big Boss al final del juego, y en juegos posteriores) un ex Boina Verde adscrito a la CIA. Durante su misión, Snake es asistido por un equipo de profesionales compuesto por el Mayor Zero exmiembro del servicio aéreo especial británico, que asiste a Snake en cuanto a tácticas de combate, Para-Medic, que le da información sobre la flora y la fauna y Sigint, que le da a Snake información sobre armas y equipamiento.
Los principales antagonistas del juego son el coronel Volgin, miembro de la facción Brezhnev que busca derrocar a Nikita Jruschov en favor de Leonid Brézhnev y Alekséi Kosyguin, y The Boss la soldado legendaria que entreno a Snake y que hizo de él un soldado de élite. En adición, también esta la unidad Unidad Cobra, un equipo militar especial dirigido por The Boss. El mismo está compuesto por The End, un venerable y experto francotirador, acreditado como el padre del francotiradores modernos;The Fear, caracterizado por su agilidad y flexibilidad sobrehumanas y maestro del camuflaje;The Fury, un desfigurado cosmonauta armado con un propulsor y lanzallamas; The Pain, que puede controlar avispones y usarlos para defenderse y a atacar enemigos yThe Sorrow, el fantasma de un soldado y médium ya fallecido.
Otros personajes son Sokolov, un científico armamentista al que Naked Snake debe rescatar; EVA, compañera sentimental de Snake y espía desertora americana enviada para ayudarlo y el joven Ocelot, comandante de la Unidad Ocelot del GRU. El juego también muestra referencias  hilarantes a juegos anteriores de la franquicia: Raikov,  el amante de Volgin es una parodia a la apariencia de Raiden, protagonista de Metal Gear Solid 2: Sons of Liberty. también aparece el abuelo del incompetente e incontinente Johnny Sasaki, que aparece en el juego como un guardia de celda.

### LaMisión Virtuosa

Emblema del GRU, cuerpo al que pertenece Revolver Ocelot.

Metal Gear Solid 3 esta cronológicamente ambientada en el año 1964 durante la Guerra Fría, donde un agente de la CIA codificado como "Naked Snake", es enviado a las selvas de Tselinoyarsk en la Unión Soviética. La misión de Snake es rescatar a un científico soviético desertor llamado Nikolai Stephanovich Sokolov, el cual, ha estado desarrollando en secreto un tanque de capacidad nuclear llamado "Shagohod". Durante la misión, Snake es asistido por varias personas (miembros de la unidad FOX) vía radio: El Mayor Zero (el hombre a cargo de la operación y jefe de la unidad FOX), Para-Medic (una destacada médica) y The Boss, la veterana soldado que entrenó a Snake. La misión marcha bien hasta que The Boss  traiciona a los Estados Unidos, desertando a la Unión Soviética de forma súbita. En el proceso, The Boss regala al Coronel Volgin (su nuevo benefactor), dos mini ojivas nucleares de fabricación estadounidense tipo Davy Crockett. Sokolov es capturado por la Unidad Cobra y Snake es seriamente herido y lanzado de un puente por The Boss, permitiéndole a Volgin y a los suyos escapar con Sokolov y con el Shagohod. De forma inesperada, Volgin dispara una de las ojivas nucleares sobre las instalaciones de investigación para encubrir el robo del Shagohod. Subsecuentemente The Boss es culpada como la causante de la explosión.  Snake es sacado del área con el sistema de Rescate Fulton.

### OperaciónSnake Eater

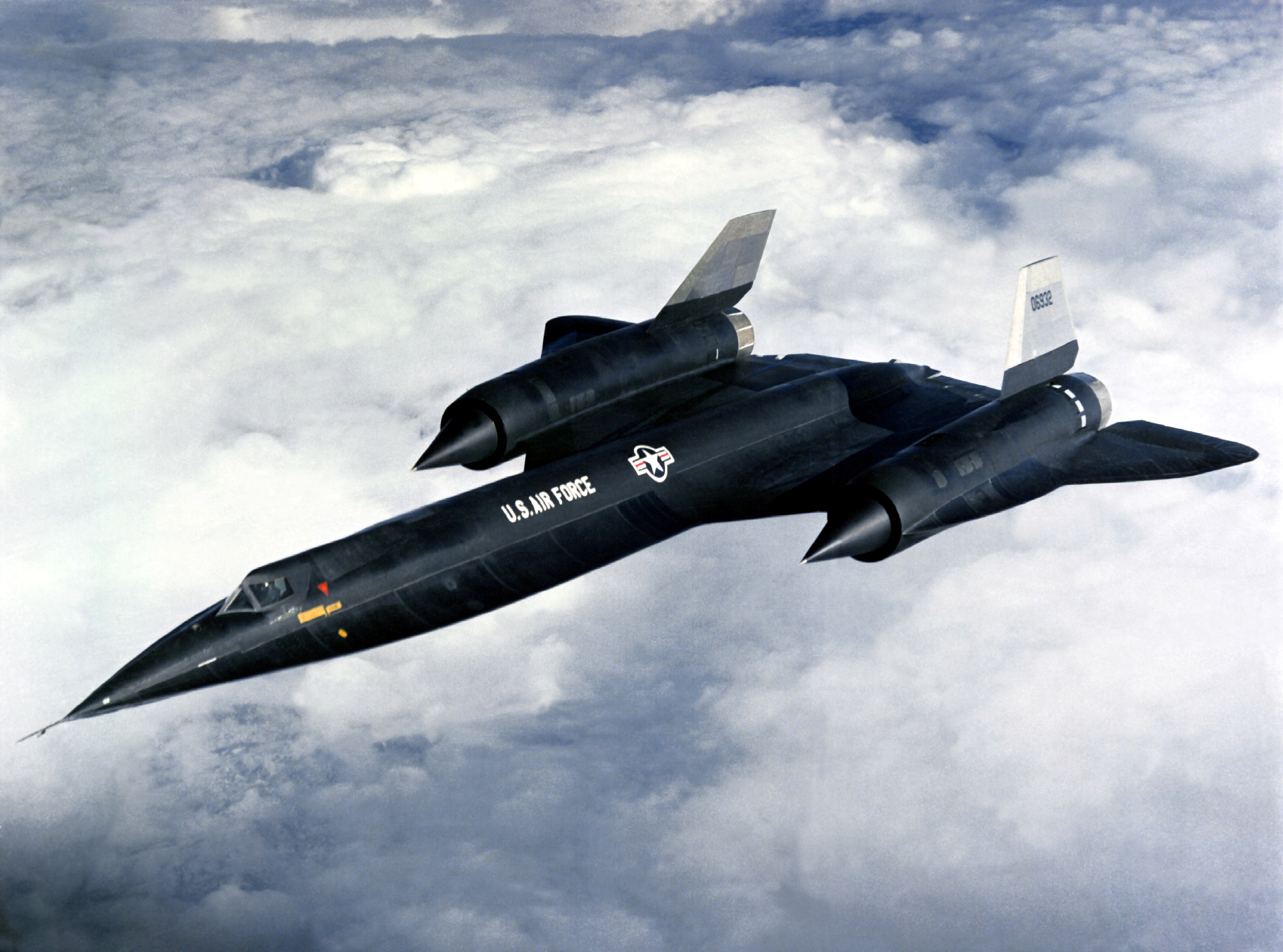
Lockheed A-12 como el que sale al comienzo del capítulo.

Los rusos detectaron volando en su espacio aéreo al avión que despachó a Snake durante la Misión Virtuosa. Los soviéticos acusan a los Estados Unidos como responsables del ataque ejecutado por Volgin, lo que pone a ambas naciones al borde de una guerra Nuclear. El presidente de los Estados Unidos Lyndon B. Johnson se comunica en secreto con el presidente soviético Nikita Jruschov y le propone un acuerdo para demostrar la inocencia de los Estados Unidos y restaurar la paz. Los Estados Unidos acceden a detener la facción rebelde de Volgin, destruir el Shagohod robado, matar a The Boss, la traidora estadounidense.
Una semana después de haber sido extraído de la región, Snake es enviado nuevamente a las junglas soviéticas para ejecutar la "Operación: Snake Eater", y así, darle cumplimiento a las promesas estadounidenses. Esta vez, Big Boss irá a bordo de un Lockheed A-12 cuando unos cazas MiG-21 aparecerán obligando a Snake a descender a bordo de un Avión parásito Lockheed D-21/M-21. Durante la misión, Snake es asistido por EVA, otra disidente estadounidense y exagente de la NSA que había desertado algunos años antes (se suponía que sería asistida por ADAM, otro exagente que había desertado junto con ella). Snake, después de tener numerosos encuentros con la Unidad Ocelot y su líder el Mayor Ocelot, se infiltra en un laboratorio de armas para encontrar a Sokolov pero se encuentra con un diseñador de armas llamado Granin lamentándose porque su proyecto de una plataforma de armas bípeda con capacidad para lanzar un ataque nuclear fue rechazado por Volgin en favor del Shagohod y estando ebrio le informa a Snake que Sokolov se encuentra en Groznyj Grad, la fortaleza personal de Volgin. Tras vencer a todos los miembros de la Unidad Cobra, Snake logra por fin ubicar a Sokolov y al Shagohod robado, sin embargo, termina siendo capturado por Volgin y es encerrado en Groznyj Grad. Una vez allí, Snake escucha como Volgin golpea a Sokolov hasta matarlo. Después de esto, es torturado y en el proceso, Snake pierde su ojo derecho tratando de proteger a EVA, que estaba a punto de ser asesinada por Ocelot. En última instancia Snake logra sobrevivir a la tortura y enviado a un calabozo, del cual logra escapar.
Después de fugarse y de recomponerse, Snake vuelve a las instalaciones de Volgin para destruir al Shagohod. En ese momento es cuando Snake se entera de la existencia de Los Filósofos, un grupo oligárquico global tipo illuminati, compuesto por los hombres más poderosos de Estados Unidos, Unión Soviética y China, que controlaban el mundo tras bambalinas. Sin embargo, después de la Segunda Guerra Mundial sus miembros empezaron a tener problemas entre sí y la organización se disolvió. El Legado de los Filósofos  fue un fondo económico que esa organización creó para financiar sus guerras ($100 billones), el cual, fue dividido y oculto en bancos de todo el mundo. el padre de Volgin y luego su hijo se apoderaron fraudulentamente de este dinero para financiar la revuelta contra Jrushcov construyendo el Shagohod con ese fin, y Snake descubre que Estados Unidos está ejecutando esfuerzos para apoderarse de él.

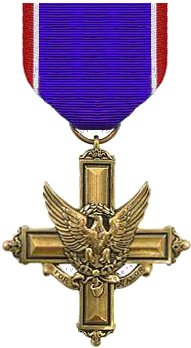
Cruz por Servicios disitinguidos, la medalla que Snake recibió al cumplir su misión.

Snake logra destruir las instalaciones de Groznyj Grad, matando a Volgin y destruyendo al Shagohod. Después, él y EVA escapan hacia un lago donde se encuentra oculta una aeronave tipo WIG. Antes de poder escapar en el avión, Snake se enfrenta a The Boss su maestra y guía, a la que debe matar para cumplir su misión.  Después de una intensa y emotiva pelea, Snake supera sus sentimientos hacia The Boss y la derrota. The Boss le da El Legado de Los Filósofos y le pide que la asesine con su propia arma entonces Snake, dudando un instante, cumple su misión. Snake y EVA escapan hacia Alaska, pasando la noche juntos. Durante la noche, EVA escapa dejándole a Snake una cinta de radio. En la cinta, EVA le revela a Snake que en realidad ella era una espía China enviada por su gobierno para apoderarse del legado de los Filósofos. En la cinta EVA también revela que en realidad The Boss no traicionó a su país. En realidad, The Boss tenía órdenes de hacerse pasar por traidora para poder acercarse a Volgin y quitarle el Legado para enviárselo a Estados Unidos. Sin embargo, la misión se salió de control después de que Volgin disparó la ojiva nuclear. La parte final de su misión era sacrificar su honor, la vida de sus propios hombres y morir en las manos de Snake bajo la apariencia de una traidora para así poder probar la inocencia de los Estados Unidos de la explosión provocada por Volgin al inicio del juego.
A Snake le es otorgada la medalla por servicios distinguidos de manos del presidente Lyndon B. Johnson, recibiendo el título honorífico de Big Boss. Sin embargo, las revelaciones de EVA dejan a Snake tan desmoralizado, que abandona la reunión rápidamente. Después de esto Snake llega al Cementerio Nacional de Arlington y se detiene frente a una lápida, una de los miles que se encuentran en el cementerio. Snake coloca frente a la lápida anónima el arma personalizada de The Boss junto con un ramo de lirios, Se endereza, hace un saludo militar y derrama una lágrima, sabiendo que los únicos enterados del verdadero patriotismo de The Boss son solo EVA y él.
Al final de los créditos, Ocelot es escuchado hablando con un hombre desconocido por teléfono. Ocelot le informa a este hombre, que el microfilm que EVA robo era falso y que una parte del legado ya estaba en manos americanas,  con la otra parte en manos de la KGB además agrega que ha obtenido los planos del proyecto militar de Granin para dárselo a sus superiores. La conversación da a entender que Ocelot ha estado jugando un papel triple desde el comienzo. Es entonces cuando revela que de hecho es ADAM, que él está hablando con el director de la CIA, y que él ha estado trabajando para la antedicha agencia todo este tiempo.

## Desarrollo
El juego se desarrolló en Playstation 2 pocos meses después del lanzamiento del segundo juego, una semana antes del E3 2003 se filtró el un minuto del video que se presentaría en dicha expo.  Desde el principio, el director del juego Hideo Kojima  quería que Snake Eater tuviera una ambientación distinta presentada en juegos anteriores. Kojima afirmó que una aventura en un ambiente selvático era algo añorado tanto por los fanes de Metal Gear como por su equipo de producción. Sin embargo, Kojima sabía que reproducir elementos de ambiente selvático (como el clima, paisajes relieve, animales) presentarían problemas durante el proceso de desarrollo del juego. En juegos anteriores de Metal Gear, el jugador comenzaba la misión cerca de la base enemiga, o estando ya dentro de la misma. Kojima quería que Snake Eater fuera más realista, con Snake comenzando la misión lejos de la civilización y teniendo que abrirse paso hasta llegar hasta las instalaciones del enemigo.
Kojima también comentó que los ambientes exteriores fueron difíciles de crear. También explicó, que juegos anteriores de Metal Gear tenían como escenario espacios interiores porque las consolas de ese entonces no tenían potencia suficiente para reproducir un ambiente selvático. En contraste con espacios urbanos, la jungla no tiene superficie plana. En Snake Eater, el protagonista tiene que desplazarse a través de terrenos accidentados, incluyendo rocas, montículos de tierra, lodo, ciénegas y tocones. Como resultado, el motor gráfico Collision Engine utilizado en juego anteriores no pudo ser utilizado y el equipo tuvo que desarrollar uno mejorado desde cero.
Muchos fanáticos querían que Snake Eater tuviera una cámara 3D, pero este detalle no fue implementado en el juego. Para el director Hideo Kojima, Metal Gear Solid, Sons of Liberty y Snake Eater son como una especie de trilogía, y quiso que la cámara se mantuviera igual que en juegos anteriores para que el sentir en los tres juegos se mantuviese igual. Sin embargo, Kojima reconoció que las Cámaras 3D se convirtieron en una tendencia en los videojuegos. La cámara actualizada fue posteriormente utilizada en una versión mejorada del juego titulada como Metal Gear Solid 3: Subsistence, y en títulos posteriores de la franquicia.
Kojima diseñó las batallas con Jefes de Snake Eater de tal forma que estas fuesen totalmente diferentes a las vistas en cualquier otro juego, tanto de la franquicia como en los ajenos a ella. Kojima también comento que la batalla con el anciano francotirador The End es el ejemplo que mejor representa la libre y abierta mecánica de juego que Snake Eater posee. La pelea con The End  tiene lugar en una extensa área de densa jungla y el jugador debe buscar extensamente por The End, el cual ataca distantemente desde posiciones desconocidas. Esta batalla de desgaste puede durar horas, y contrasta con otras peleas donde el enemigo se mantiene frente al jugador todo el tiempo. En adición a ello, el jugador tiene la opción de evitar esta batalla matando a The End mucho antes de encontrarlo en el bosque. También el jugador puede vencerlo grabando el juego durante el combate, quitarlo esperar una semana y un día (8 días), y cargar la partida, una vez hecho esto el jugador encontrara a The End muerto por su avanzada edad. Kojima comento que características como estas no se ven en ningún otro videojuego.

### Música
La Banda sonora de Snake Eater fue compuesta por Harry Gregson-Williams y Norihiko Hibino, el cual, facilitó material tanto para las cinemáticas como para el propio juego. Hibino también escribió la letra de la canción Snake Eater, un distintivo tema musical al estilo James Bond interpretado por la cantante Cinthya Harrell y que funje como el tema titular del juego. la canción también es tocada durante algunos escenarios del mismo. El compositor y liricista Rika Muranaka facilitó una canción titulada "Don't Be Afraid", la cual es tocada durante el final del juego. Esta es interpretada por la cantante Elisa Fiorillo.
Rompiendo con las costumbres, uno de los temas de clausura elegidos para el juego no fue creado por el equipo de producción. De hecho, el equipo seleccionó la canción "Way To Fall", interpretada por el grupo musical británico Starsailor. Posteriormente Hideo Kojima reveló que en un principio pensaba usar las canciones "Space Oddity" y "Ashes to Ashes" (de David Bowie)  como tema de clausura debido al tema de desarrollo espacial del juego, pero estos temas perdieron importancia durante la producción. Uno de sus colegas le mostró el tema Stellastarr*, pero a Kojima le gusto el de Starsailor. A Kojima le gustó mucho la canción "Way To Fall" y la escogió como tema de clausura.

## Jugabilidad

### CQC
La visibilidad en la jungla es escasa, en ocasiones pueden surgir enemigos sin previo aviso. En estos casos es preferible usar la técnica de combate cuerpo a cuerpo (Close Quarters Combat), que un arma convencional. Snake es capaz de sujetar su pistola en una mano y su cuchillo en la otra, de esa forma, durante el combate directo con el enemigo puede alternar rápidamente entre un arma y otra. Gracias a la técnica CQC, se puede sujetar y arrojar al suelo a un enemigo, utilizarlo como escudo humano, o amenazarle para sacarle información, municiones o raciones. Esta técnica existe en la vida real y es enseñado en algunas fuerzas especiales, el CQC permite enfrentarse a varios enemigos que estén cerca.

### Posturas y movimientos
La forma de avanzar también afecta al desarrollo de la misión, por ejemplo, al correr por la selva, se hace ruido al pisar las hojas, llamando la atención de los enemigos. También se pueden dejar huellas al pasar por zonas pantanosas o húmedas. Para evitar esto, el jugador dispone de una serie de posturas y movimientos para adaptarse a las circunstancias. Existen tres posturas básicas: de pie, agachado y tumbado. Y cinco movimientos básicos: correr, andar, acechar, gatear y acechar tumbado.

### Especificaciones exclusivas para Europa
Después de pasar por los mercados asiáticos y estadounidenses, las versiones de los videojuegos suelen llegar a Europa con notables mejoras y contenidos adicionales. En el caso de la versión Europea se incluyen pinturas faciales adicionales con las banderas de varios países; el Teatro Demo, en el que se pueden visualizar todas las escenas que se desbloqueen durante el juego, las que no se han visto aparecerán como diapositivas vírgenes, el jugador puede elegir el aspecto de Snake dependiendo de las pinturas y uniformes que haya obtenido; se incluye también el Modo Duelo, el usuario puede enfrentarse directamente a los adversarios principales del juego, se le agrega un nuevo sistema de cámara libre con la cual puedes ver y mover libremente la cámara no como en entregas anteriores; el modo european extreme, un modo de dificultad en el cual la partida termina cuando Snake es advertido por el enemigo y por último, se añaden nuevas misiones Snake contra Mono.

### Pinturas faciales y Camuflajes
El truco para poder superar Metal Gear Solid 3 es fundirse en el entorno con uniformes y pinturas faciales de todo tipo, de la combinación de ambas surge un indicador del porcentaje, cuanto mayor sea, más difícil les resultará a los enemigos ver a Snake. A continuación se detalla una lista de los principales uniformes y pinturas que se pueden conseguir en el juego, además existe la posibilidad de descargar nuevas pinturas y uniformes de la red.

### Personajes principales
- Naked Snake - Joven agente de la Unidad de Élite Fox, fue el último discípulo de The Boss. Ha trabajado para la CIA, y participado en operaciones de combate con los Boinas Verdes. Su nombre real, lugar de nacimiento y edad son secretos, únicamente se sabe que su nombre es John, nombre por el cual recibe el apodo "Jack" por parte de The Boss. Conoce y domina varias técnicas de combate cuerpo a cuerpo, en especial la CQC, técnica de combate que desarrolló con The Boss. También conoce el funcionamiento y manejo de toda clase de armamento, utiliza una curiosa técnica para poder usar una pistola y un cuchillo al mismo tiempo durante el combate. A medida que avanza la misión, Snake va cambiando gradualmente su aspecto, hasta adoptar la apariencia de un joven Big Boss, como la barba y el bigote, la bandana en la frente, y el parche en el ojo derecho.

- Mayor Zero - Comandante y creador de la Unidad de Élite Fox de origen inglés. Durante la Segunda Guerra Mundial formó parte del SAS británico. Mantiene contacto con Snake por radio, desde un avión, a una distancia y a través de una frecuencia segura. Proporciona información a Snake durante la misión, sobre sus objetivos, la línea de acción, y los implicados. Durante la Misión Virtuosa usaba el nombre en clave de Mayor Tom, luego volvió a su antiguo nombre en clave de Mayor Zero durante la Operación Snake Eater.

- The Boss - Una heroína de la Segunda Guerra Mundial y mentora de Snake, considerada la madre de las fuerzas especiales. Su padre fue miembro fundador de los Filósofos. Durante la Segunda Guerra Mundial creó la Unidad COBRA, su nombre en clave por entonces era The Joy (La Felicidad). Colaboró con Mayor Zero en el SAS, y apoyó su iniciativa de crear la Unidad Fox. The Boss es una leyenda viviente en occidente, sus habilidades de infiltración y técnicas de combate son formidables. Junto con Snake creó la técnica de combate cuerpo a cuerpo CQC durante los años 50. Durante la Misión Virtuosa deserta en favor de la URSS, uniéndose al bando del coronel Volgin junto con sus COBRAS.

- Mayor Ocelot - Es el líder de una unidad de élite de los Spetsnaz o fuerzas especiales soviéticas conocida como Unidad Ocelot. Esta unidad fue sometida a un duro y extenuante adiestramiento. Ocelot es fan de las películas del oeste, lo que se deduce de las espuelas que usa en sus botas. Posee una puntería formidable, no pierde oportunidad para hacer malabares con pistolas y revólveres. En sus dos enfrentamientos con Snake aprendió lo que era la derrota, y que sus técnicas son para el revólver, no para las automáticas. A pesar de su juventud, ya posee todas las habilidades para convertirse en el futuro Revólver Ocelot, pero de momento es un joven inexperto. Su verdadero nombre es Adamska y luego se revela de que él era ADAM y el hijo perdido de The Boss.

- Coronel Volgin - Líder de la Facción pro-Breznev del ejército, el coronel Volgin desea hacerse con el poder de la Unión Soviética para declarar la guerra a la OTAN. Su padre fue el encargado de administrar la enorme fortuna que reunieron los Filósofos, después de la Segunda Guerra Mundial ocultó ese dinero en bancos por todo el mundo, Volgin obtuvo ilegalmente esos fondos secretos, conocidos como el Legado de los Filósofos. Gracias a esa fortuna, Volgin logró la planta de investigación de Granin y creó una fortaleza en medio de las montañas llamada Groznyj Grad. Tiene una desarrollada musculatura, es alto, fuerte y sádico, es todo un experto en la tortura y es capaz de usar bio-electricidad que emplea descargas eléctricas que recorren su cuerpo como armas.

- EVA / Tatyana - Es agente secreto enviado por China para hacerse con el Legado de los Filósofos. Se infiltra en las filas de Volgin con el nombre de Tatyana, supuesta agente enviada por la KGB. Apoya a Snake suministrándole raciones, información, consejos y armas. Utiliza su belleza para alcanzar sus fines y distraer la atención. Es una experta motorista cuyo manejo del aparato es incomparable. Se desconoce su verdadera identidad, únicamente se sabe que fue adiestrada en una academia de espionaje de los Filósofos.

- Sokolov - Científico soviético experto en el desarrollo de cohetes. Participó en el desarrollo de la nave espacial que envió a Gagarin al espacio siendo parte fundamental en desarrollo de los propulsores (cohetes). Luego, por orden de altos mandos de la URSS, comenzó secretamente el desarrollo del Shagohod, un tanque capaz de cargar y lanzar misiles balísticos de medio alcance. Durante el desarrollo de esa arma logró encontrar una forma aumentar el alcance de los misiles, acoplarle dos cohetes para darle mayor velocidad al tanque lo cual le daría mayor alcance a los disparos cuando esté en movimiento. Cuando el posible uso para sus propias creaciones le empezó a asustarlo, decidió desertar a los Estados Unidos, cruzó el Telón de Acero con la ayuda del Mayor Zero. Durante la Crisis de los Misiles de Cuba, una de las exigencias de la URSS fue la devolución de Sokolov. Al finalizar la Misión Virtuosa fue capturado por las fuerzas de Volgin, en la planta de Groznyj Grad finalizó el desarrollo del Shagohod. Supuestamente fue asesinado por Volgin cuando estaba siendo torturado por él para saber qué información había revelado a Snake.

- The Pain - Miembro de la Unidad COBRA cuyo nombre en clave deriva de la sensación que sienten sus oponentes durante el combate, el dolor. Posee un extraño control sobre las abejas, que utiliza para formar toda clase de armas, metralletas o granadas. Su poder sobre esos insectos se debe a que lleva la abeja reina en su mochila. En el interior de su cuerpo es capaz de anidar una especie de abejas-bala muy potentes. Su aspecto físico es desagradable, su piel está cubierta por ampollas debido a las picaduras.

- The Fear - Su nombre en clave se debe al miedo que sienten sus víctimas durante el combate. Utiliza unos dardos bañados en el veneno de una especie de araña brasileña, el cual provoca un paro cardíaco y pulmonar. Posee una lengua viperina y es capaz de desencajar las articulaciones de brazos y piernas para volverse más ágil, como si de una araña se tratase. Su habilidad especial consiste en su capacidad de camuflaje camaleónica, gracias a su camuflaje óptico.

- The End - El miembro más anciano de los COBRAS, es conocido como el padre de los francotiradores modernos, desarrolló sus habilidades durante la Primera Guerra Mundial. Debido a su avanzada edad, guarda sus energías para la batalla, permaneciendo el resto del tiempo relativamente muerto a la espera de un contrincante. Emplea habilidades de fotosíntesis para obtener energía de su entorno, y además posee extrañas habilidades con las que puede comunicarse con las plantas y animales de su entorno. Utiliza el Mosin Nagant, un rifle de francotirador muy ruidoso que data de la Segunda Guerra Mundial. Su nombre deriva del hecho de que todos sus enemigos han encontrado el fin en sus manos.

- The Fury - La habilidad especial que le hizo formar parte de los COBRAS fue una increíble capacidad de Pyroquinesis. Durante el desarrollo del cohete que enviaría a Gagarin al espacio, se hicieron muchas pruebas para probar la capacidad de los cohetes, The Fury fue uno de aquellos pilotos. Sin embargo, su prueba resultó fallida, y descendió envuelto en llamas, cuando regresó había sufrido graves quemaduras por todo el cuerpo, además de haberse desquiciado. Se viste con un traje espacial y escafandra, utiliza un sistema de propulsión para volar, además de un lanzallamas para achicharrar a sus enemigos.

- The Sorrow - Antiguo miembro de los COBRAS con poder para comunicarse con los muertos. Durante la Segunda Guerra Mundial interrogaba a soldados caídos para saber lo que realmente había pasado. Al finalizar el conflicto, los COBRAS fueron disueltos, The Sorrow regresó a la Unión Soviética, no tardó en descubrir que ahora era enemigo del único y auténtico amor que conoció en su vida, The Boss. Dos años antes de la Operación Snake Eater, The Boss recibió la orden de asesinar a The Sorrow, él sabía que había vida más allá de la muerte, y que algún día volverían a estar juntos, por lo que no dudó en sacrificarse para que The Boss cumpliera su misión. Durante la Misión Virtuosa y la Operación Snake Eater reaparece como fantasma siempre al lado The Boss y, algunas veces, ayudando de diversas formas a Snake.

## Doblaje
| Personajes     | Doblaje inglés      | Doblaje japonés |
| -------------- | ------------------- | --------------- |
| Naked Snake    | David Hayter        | Akio Ōtsuka     |
| The Boss       | Lori Alan           | Kikuko Inoue    |
| Ocelot         | Josh Keaton         | Takumi Yamazaki |
| EVA            | Suzetta Miñet       | Misa Watanabe   |
| Mayor Zero     | Jim Piddock         | Banjō Ginga     |
| Para-Medic     | Heather Halley      | Houko Kuwashima |
| Sigint         | James C. Mathis III | Keiji Fujiwara  |
| Coronel Volgin | Neil Ross           | Kenji Utsumi    |
| Sokolov        | Brian Cummings      | Naoki Tatsuta   |
| The Pain       | Gregg Berger        | Hisao Egawa     |
| The Fear       | Michael Bell        | Kazumi Tanaka   |
| The End        | Grant Albrecth      | Osamu Saka      |
| The Fury       | Richard Doyle       | Takeshi Endo    |
| The Sorrow     | David A. Thomas     | Yukitoshi Hori  |
| Granin         | Jim Ward            | Takeshi Aono    |
| Roy Campbell   | Paul Eiding         |                 |

## Recepción
Snake Eater fue un éxito comercial y vendió 3,6 millones de copias en todo el mundo en agosto de 2005. Fue considerablemente inferior a Metal Gear Solid 2: Sons of Liberty, que había vendido 7 millones de ejemplares. Las ventas de Snake Eater se aumentaron a más de 3,7 millones en septiembre de 2005, y más de cuatro millones de unidades vendidas en todo el mundo en 2010. En Japón, Subsistence vendió 133 339 ejemplares y Snake Eater 3D vendió 79 284 ejemplares.

### Crítica
Metal Gear Solid 3: Snake Eater fue aclamado por la crítica y algunos de los críticos de juego más destacados obtuvieron altas puntuaciones. Al agregador de revisiones GameRankings, el juego tiene una puntuación media del 92% basada en 86 comentarios. En Metacritic, el juego tuvo una puntuación media de 91/100, basado en 68 comentarios. El sitio web sobre videojuegos IGN otorgó un 9,6/10 y Edge en 8/10. GameSpot, que concedió un 8.7/10, comentó que el juego es "ricamente cinematográfico" y "un gran éxito." GameSpy lo elogió como "probablemente el mejor Metal Gear Solid", y Eurogamer lo llamó "abrumadoramente superior a MGS2: Sons of Liberty" en su revisión.
Los críticos estaban satisfechos con el nuevo protagonista, Naked Snake—que se parece mucho al protagonista de la serie Solid Snake— después de que los fanes estuvieran decepcionados por Raiden en MGS2. Algunos críticos, observaron los largos diálogos y la multitud de giros argumentales en Sons of Liberty perjudicaron la experiencia del juego ya que observaron que la trama de Snake Eater un placentero retroceso hacia el Metal Gear Solid original, con menos de la "balbuceo filosófico" Presente en Sons of Liberty.
Los críticos tenían opiniones mixtas sobre el sistema de camuflaje del juego. Edge comentó "estirado, camuflado, a poca hierba a unos centímetros de un enemigo patrullador, es un giro agresivo" mientras que GameSpy lo criticaba "sólo un número para controlar y no uno muy interesante." De la variedad de nuevas funciones, GameSpot comentó "la más importante y mejor implementada." El juego también ha sido criticado por su baja tasa de refresco, que se ha reducido a 30 fotogramas por segundo (en comparación con 60 fotogramas por segundo en Sons of Liberty).
Las escenas cinemáticas de Snake Eater han sido llamados "visualmente emocionantes y evocadoras, muy bien presentadas" por Edge. Sin embargo, comentaron que el guion "va desde incómodo a terrible" y criticaron la actuación de David Hayter como Snake, concluyendo que la conversación de "Snake Eater' no está a la altura del estándar de otros juegos, y menos del cine." GameSpot dijo que parte del humor "cae de moda, como si se perdiera en la traducción del japonés" y "debería atraer... a fans hardcore pero... te saca del momento."

### Premios

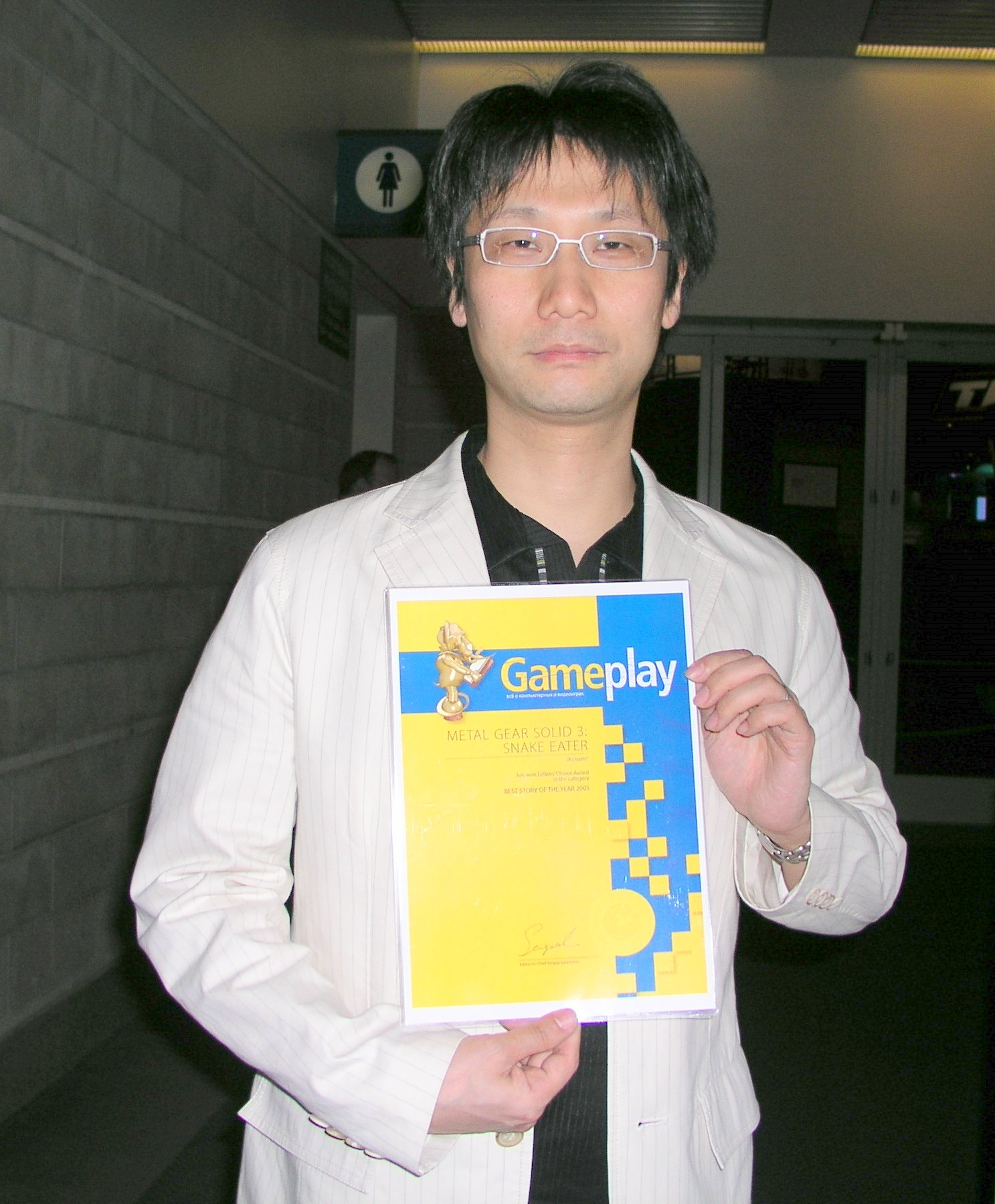
Kojima en el E3 2006 con un premio de la revista Gameplay al mejor argumento del año, 2005

Desde su lanzamiento en 2004, el juego ha recibido numerosos premios. Entre los más destacados se incluyen “el mejor juego de acción” y “la mejor trama" y "el mejor uso de sonido de PS2" en los premios "Mejor de 2004" de IGN y "mejor historia", "mejores efectos de sonido" y el "mejor personaje nuevo" en los premios Game of the Year 2004 de GameSpot. Quedó subcampeón de las categorías "Mejor juego de aventura de acción", "Mejores gráficos, artística" y "Mejor música original" de GameSpot.
La banda sonora de Snake Eater ganó la "Mejor canción vocal original - Pop" del Game Audio Network Guild en la Game Developers Conference en agosto de 2005, mientras que el mismo juego ganó el premio al "Mejor juego de PS2" en la Game Convention de 2005 en Alemania. David Hayter, la voz de Snake, fue nominado para el Interactive Achievement Award (ahora conocido como el D.I.C.E. Awards) por el "Logro destacado en la interpretación de personajes: masculino", y Metal Gear Solid 3: Snake Eater fue nominado al "Juego de consola de acción / aventura del año".

### Legado
Snake Eater se desarrolló como una precuela de toda la saga Metal Gear, y fue seguido de varias secuelas directas: Metal Gear Solid: Portable Ops, Metal Gear Solid: Peace Walker, Metal Gear Solid V: Ground Zeroes, y Metal Gear Solid V: The Phantom Pain. En 2011, Kojima reveló que hizo surgir la idea de un Metal Gear Solid 5 ambientado durante la invasión de Normandía en la Segunda Guerra Mundial, mostrando la asistencia de la Unidad Cobra y The Boss en la lucha. Sin embargo, el equipo dudaba de un proyecto tan grande y Kojima consideró que "simplemente dejar caer MGS5 a los miembros del personal más joven era un poco pesado". Aunque el final de Metal Gear Solid 3 revela que Naked Snake recibió el título de Big Boss, Kojima afirmó que "aún no es el Big Boss". Con Metal Gear Solid: Peace Walker, quería explicar cómo Naked Snake se convirtió en el hombre que apareció en los juegos originales de "Metal Gear" como enemigo de Solid Snake.
El juego ha sido incluido en varias listas de "Lo mejor de ..." de publicaciones de videojuegos. En 2009, IGN colocó Subsistence en el número 3 de la lista "Los 25 mejores juegos de todos los tiempos de PS2". GamePro puso Snake Eater y Subsistence al octavo lugar de su lista de "Los 36 mejores juegos de PS2" en 2010. Ese mismo año, IGN clasificó Snake Eater 2.º de su lista de los "100 mejores juegos de PlayStation 2", y dijo que tenía "la mejor historia de la franquicia." En 2013, GamesRadar situó el juego en el número 22 de la lista "Los 100 mejores juegos de todos los tiempos". Ese mismo año, la trama del juego se clasificó en el 10.º lugar de la lista de GamesRadar de "Las mejores tramas de videojuegos de la historia". En 2015, el juego ocupó el segundo lugar en la lista "Los 15 mejores juegos desde 2000" de USgamer.

## Lanzamientos
Snake Eater fue publicado primero en América del Norte; la versión japonesa fue retenida durante un mes. La versión japonesa contiene varios patrones de camuflaje adicional para descargar que no eran disponibles para la versión americana, algunos sólo podían ser descargados desde el CD de la banda sonora de Metal Gear Solid 3. Una versión limitada como "premium package" de Snake Eater fue lanzada junto con la versión estándar en Japón. El "premium package" viene con un DVD con todos los tráileres promocionales vistos antes del lanzamiento del juego (incluyendo un video de prueba de concepto mostrado internamente dentro de Konami), dos folletos y un modelo pintado a escala 1/144 del Shagohod. Se entregó un CD especial de edición limitada a aquellos que preordenaron la versión japonesa de Snake Eater, que incluía varias pistas de la banda sonora del juego, así como salvapantallas de ordenador y camuflaje adicional para el juego principal. El paquete de pre-reserva permitía a los usuarios de teléfonos móviles acceder a un sitio web especial con descargas de imágenes y música.
Para la versión europea, Konami añadió varias funciones nuevas, incluida la dificultad "European Extreme", un "demo theater" que permite a los jugadores ver todas las escenas de corte en cualquier momento después de verlas durante el juego principal, y un modo Duelo, donde los jugadores pueden reproducir las batallas de jefes finales del juego principal, además de pinturas faciales adicionales basadas en banderas europeas y dos nuevos niveles "Snake vs. Monkey". La mayoría de los patrones de camuflaje descargables que estaban disponibles para la versión japonesa también se lanzaron para la versión europea, con sólo algunas excepciones.

### Subsistence
Metal Gear Solid 3: Subsistence se estrenó en Japón el 22 de diciembre de 2005, más tarde en América del Norte el 14 de marzo de 2006, en Europa el 6 de octubre de 2006 y en Australia el 13 de octubre de 2006. Subsistence continúa la tradición de la serie Metal Gear Solid de versiones ampliadas de seguimiento. Mientras que las versiones anteriores, tales como Metal Gear Solid: Integral y Metal Gear Solid 2: Substance incluía misiones de desafío de habilidades y/o misiones de trama derivada, Subsistence huye de las misiones extra de un solo jugador para incluir puertos de los dos primeros juegos de la serie, Metal Gear y Metal Gear 2: Solid Snake (con este último localizado oficialmente por primera vez), un nuevo modo en línea competitivo y una cámara totalmente 3D controlada por el usuario en la parte principal del juego. Debido a todo el contenido adicional que se añadió, la edición Subsistence se dividió en dos discos: el primer disco sólo contiene el juego principal (incluido el visor de las escenas cinemáticas), mientras que el segundo disco incluye el modo multijugador en línea y demás contenido suplementario.
El modo multijugador en línea de Subsistence', titulado Metal Gear Online, consiste de cinco modos de juego estilo torneo, cada uno con una capacidad de hasta ocho jugadores. Este modo enfrenta los jugadores, cada uno jugando como soldado genérico el uno contra el otro en batallas deathmatch y variaciones de capturar la bandera, utilizando etapas, objetos, maniobras y unidades (como la Unidad KGB, GRU o Ocelot) del juego principal. Dependiendo de la configuración del servidor, cada ronda del jugador con mejor puntuación de cada unidad asume automáticamente el papel de uno de los personajes principales (o Reiko Hinomoto de Rumble Roses), junto con habilidades y/o objetos únicos. Por ejemplo, el jugador más puntuado del equipo del GRU asumiría el papel del mayor Raikov, líder del GRU, la próxima ronda. El servicio de Metal Gear Online de Konami para PlayStation 2 cerró en Japón el 26 de diciembre de 2006, seguido de América del Norte el 2 de abril de 2007 y de Europa el 30 de octubre de 2007, aunque una comunidad de fans lo ha reavivado emulando los servidores. Como se señaló anteriormente, el modo en línea, después de que uno de los jugadores desbloqueara un nombre en clave de un animal, también permitía al jugador jugar como Reiko Hinomoto o Rowdy Reiko de Rumble Roses (según si el jugador en cuestión estaba en el equipo rojo o al equipo azul, respectivamente). De acuerdo con el creador de la serie Metal Gear, Hideo Kojima, añadió los personajes al juego como personajes secretos en parte debido a una oportunidad comercial: anteriormente Kojima se le había ofrecido un acuerdo con el productor de Rumble Roses, Akari Uchida, para hacer un cruce entre Metal Gear y Rumble Roses. Sin embargo, el equipo de desarrollo de Metal Gear en ese momento se negó a trabajar con ellos. Kojima finalmente aceptó la oferta al intentar decidir sobre personajes secretos para el modo en línea para Subsistence para atar los cabos sueltos. También admitió que originalmente consideró ofrecer a Tomonobu Itagaki, en ese momento el productor de la serie de juegos de lucha de Tecmo Dead or Alive, la oportunidad de utilizar uno de sus personajes como personaje secreto.
Además de los juegos antiguos y el modo en línea, Subsistence incluye muchas de las funciones que se introdujeron en las versiones japonesas y europeas. Incluye diseños extra de camuflaje y pintura facial descargables y etapas "Snake vs. Monkey" anteriormente exclusivo de la versión europea, el nivel de dificultad 'European Extreme', escenas de parodia y tráileres del sitio web oficial, y conectividad con Metal Gear Acid 2. La versión japonesa también incluye una URL para un sitio web oculto que permite la descarga de OtaClock, un programa de reloj de PC y Mac que incluye el personaje recurrente de la serie Metal Gear Solid, Otacon. Este sitio web ya está disponible públicamente.
Las copias de la "Limited Edition" de Subsistence también incluyen Existence, las escenas del juego se editaron en un largometraje de tres horas y media con escenas adicionales y sonido remasterizado. El paquete de "Limited Edition" de América del Norte sólo estaba disponible para los consumidores que lo pre-reservaron antes del lanzamiento del juego. La edición de tres discos es la versión estándar de Subsistence en Europa para compensar su lanzamiento posterior en la región.
Un DVD de video documental adicional titulado Metal Gear Saga Vol. 1 fue empaquetado con las pre-reservas de Subsistence en Norteamérica y con la republicación europea en Platinum de Snake Eater estrenado en Alemania el 23 de marzo de 2006. El disco incluye una featurette con una duración de 30 minutos en cinco partes sobre toda la serie Metal Gear intercalado con una entrevista de Hideo Kojima, así como tráiler s de varios juegos de Metal Gear.
Subsistence ha recibido puntuaciones de reseñas marginalmente más altas que el Snake Eater original, un 94% de media a Metacritic. Los revisores comentaron que la introducción de la cámara 3D eliminaba "el único problema de grado A" y hace que el juego se sienta "menos restrictivo y más natural." El modo en línea se considera "impresionante para un juego de PS2", a pesar de que "las convenciones de juego distintivas de [Snake Eater] no se prestan por completo en la experiencia de juego de acción en línea." Subsistence recibió un premio IGN por el "mejor juego en línea" para PlayStation 2 en diciembre de 2006.

### Reedición del 20.º Aniversario
En julio de 2007, Konami volvió a publicar toda la línea principal de los juegos de Metal Gear Solid de la PlayStation y PlayStation 2, en el juego de PSP Metal Gear Solid: Portable Ops, individualmente y como parte de una caja de edición limitada en Japón que conmemora el 20 aniversario del Metal Gear original. Esta edición de Metal Gear Solid 3 incluye el primer disco de la versión Subsistence y un nuevo segundo disco que contiene sólo los juegos MSX2 de Metal Gear, sin Metal Gear Online (debido a la desconexión de sus servidores), así como del resto de contenido que había en el segundo disco de Subsistence' (Snake vs. Monkey, Duel Mode y Secret Theater). El set de cajas similares se lanzó al mercado estadounidense en marzo de 2008, titulado Metal Gear Solid: The Essential Collection, que incluye el primer disco de Metal Gear Solid 3: Subsistence junto con el Metal Gear Solid original y Metal Gear Solid 2: Substance, pero no tiene el segundo disco con los juegos MSX2 de la edición japonesa del 20 aniversario.

### Nintendo 3DS
Konami e Hideo Kojima anunciaron durante el E3 2010 una versión del juego para la nueva portátil de Nintendo, Nintendo 3DS, bajo el título de Metal Gear Solid: Snake Eater 3D. En la E3 2011 Konami volvió a mostrar un vídeo del juego diciendo estar cerca de acabar su desarrollo. Esta nueva versión cuenta con interesantes mejoras como el uso del giroscopio para determinadas acciones (mantener el equilibrio en los puentes colgantes), la pantalla táctil para una selección más práctica y rápida de accesorios y armas, o incluso el uso de la cámara fotográfica para cambiar las texturas del vestuario de Snake.
También cuenta con la compatibilidad del accesorio Circle Pad Pro para más movilidad en los controles del juego.

### Reedición HD
En el E3 de 2011 fue anunciado el Metal Gear Solid HD Collection, el cual se encuentra a la venta en América desde el 8 de noviembre de 2011 que incluye, junto a nuevas versiones HD de Metal Gear Solid 2: Sons of Liberty y Metal Gear Solid: Peace Walker, una versión HD de Metal Gear Solid 3: Snake Eater, todos corriendo a 60 fps. Disponible para las consolas PlayStation 3 y Xbox 360, y esta edición HD se basa en Metal Gear Solid 3: Subsistence pero la única versión que se basa mucho mejor es la versión de PS3, la cual se basa en la versión de PS2.
A principios de 2012 se lanzó la versión de este juego para PlayStation Vita.
También el 24 de octubre de 2023 salió la Master Collection en la plataformas de PlayStation 4, PlayStation 5, Xbox Series X/S, Nintendo Switch  y por primera vez a Microsoft Windows en Steam.